# Focke-Wulf Fw 159
Il Focke-Wulf Fw 159 era un monomotore da caccia ad ala alta a parasole realizzato dalla tedesca Focke-Wulf Flugzeugbau AG nel 1935. Basato su un'evoluzione dell'Focke-Wulf Fw 56 Stösser è restato allo stadio di prototipo e mai avviato alla produzione.

## Storia
Nel 1934 il Reichsluftfahrtministerium (RLM) emise una specifica per la fornitura di un nuovo aereo da caccia per sostituire gli oramai sorpassati biplani Arado Ar 68 ed Heinkel He 51 nei reparti della Luftwaffe. Tra le caratteristiche tecniche richieste vi era l'adozione della configurazione alare monoplana, di un carrello di atterraggio retrattile e del nuovo motore Junkers Jumo 210 12 cilindri a V rovesciata, tali da poter raggiungere i 400 km/h e la quota di tangenza massima di 6 000 m in 7 minuti.
Alla richiesta risposero la Arado Flugzeugwerke GmbH con l'Ar 80, la Heinkel Flugzeugwerke AG con l'He 112, la Messerschmitt AG con il Bf 109 e la Focke-Wulf Flugzeugbau AG che presentò il suo Fw 159.

### Sviluppo

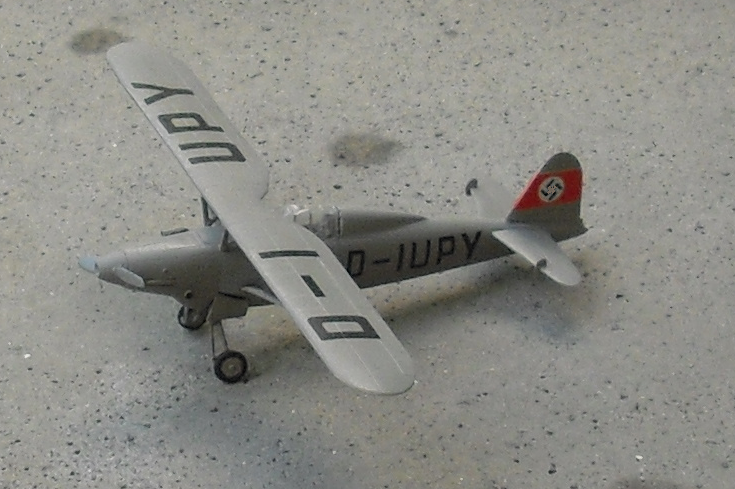
Modello in scala dell'Fw 159 V1, marche D-IUPY

L'Fw 159, progettato dell'ingegnere aeronautico Kurt Tank, era basato sull'ottimo Focke-Wulf Fw 56 Stösser da addestramento disegnato dallo stesso Tank e caratterizzato da una facile accessibilità con conseguenti ridotti costi di manutenzione. Di costruzione totalmente metallica, presentava una cabina di pilotaggio chiusa sormontata da un'ala alta a parasole collegata alla fusoliera centralmente tramite piccole centine metalliche e lateralmente grazie a due lunghi montanti obliqui. Anteriormente il muso integrava il motore, uno Junkers Jumo 210, e presentava sulla parte superiore lo spazio per due mitragliatrici MG 17 calibro 7,92 mm dotate di un meccanismo di sincronizzazione per poter sparare attraverso il disco dell'elica bipala senza colpire la stessa. La fusoliera proseguiva posteriormente verso un piano di coda convenzionale ad impennaggio monoderiva. La soluzione più interessante era nel carrello di atterraggio, il quale anteriormente era dotato di un meccanismo idraulico estremamente complesso che prima lo sollevava e poi lo faceva rientrare nella fusoliera. Il carrello era completato da un convenzionale ruotino d'appoggio posteriore. Questo meccanismo, di difficile messa a punto e fonte di gran parte dei problemi in fase di collaudo, contribuì al fallimento del progetto.

### Impiego operativo
Il primo prototipo, denominato Fw 159 V1 (D-IUPY), durante la manovra di atterraggio nel suo primo volo di prova, effettuato nella primavera del 1935, rimase con il carrello bloccato nella fusoliera ed il velivolo rimase distrutto nell'atterraggio di emergenza. Il secondo prototipo, l'FW 159 V2 (D-INGA), benché il meccanismo fosse stato rinforzato, rimase anch'esso danneggiato in fase d'atterraggio per il collasso del carrello sinistro.
Inoltre i velivoli, pur dimostrando buone caratteristiche di volo, si rivelarono possedere problemi in virata ed una velocità variometrica inferiore alle specifiche richieste. Questo dirottò definitivamente l'interesse dell'RLM in favore degli altri progetti.

## Versioni
Fw 159 V1
primo prototipo equipaggiato con motore Junkers Jumo 210A da 610 PS (449 kW) ed elica bipala.
Fw 159 V2
secondo prototipo, equipaggiato con motore Junkers Jumo 210Da da 680 PS (500 kW), con un nuovo carrello anteriore rinforzato ed armato con due mitragliatrici MG 17 calibro 7,92 mm installate sopra il motore.
Fw 159 V3
terzo prototipo dotato di motore Junkers Jumo 210G da 700 PS (515 kW) ed elica tripala metallica. Adozione di due cannoncini MG FF calibro 20 mm in sostituzione delle MG 17.